# Noémi Petneki
Noémi Petneki (ur. 1978) – węgierska tłumaczka.

## Życiorys
Ukończyła latynistykę i polonistykę na Uniwersytecie im. Loránda Eötvösa w Budapeszcie. W 2008 roku obroniła rozprawę doktorską na Wydziale Polonistyki UJ Węgry i Węgrzy w poezji polskiej XVI i XVII wieku. W tym samym roku otrzymała polskie obywatelstwo.

## Tłumaczenia
- 2023: Magdalena Grzebałkowska 1945. Háború és béke (1945. Wojna i pokój)[4]
- 2022: Witold Szabłowski Így etesd a diktátorod (Jak nakarmić dyktatora)[5]
- 2020: Alan Walker Fryderyk Chopin. Ford. (tłum. z angielskiego) Fejérvári Boldizsár (tu: fragmenty z listów Chopina i inne cytowane źródła polskie)[6]
- 2019: Wojciech Frazik Wacław Felczak. A szabadság futára (Emisariusz wolnej Polski. Biografia polityczna Wacława Felczaka)[7]
- 2019: Olga Tokarczuk Bizarr történetek (Opowiadania bizarne)[8]
- 2018: Weronika Murek Déligyümölcs-termesztés Micsurin-módszerrel (Uprawa roślin południowych metodą Miczurina)[9][10]
- 2014: Latinitas Polona. A latin nyelv szerepe és jelentősége a történelmi Lengyelország kora újkori irodalmában (Rola i znaczenie łaciny w literaturze wczesnonowożytnej Pierwszej Rzeczypospolitej)[11]
- 2014: Szymon Brzeziński Tanulmányok a 16.-17. századi lengyel-erdélyi-magyar kapcsolattörténetről (Studia z dziejów stosunków polsko-siedmiogrodzko-węgierskich w XVI-XVII wieku)[12][13]

## Nagrody
- 2021: Stypendium w ramach projektu stypendialnego „Wyszehradzkie Rezydencje Literackie" przyznane przez Międzynarodowy Fundusz Wyszehradzki[14].
- W 2020 roku Opowiadania bizarne Olgi Tokarczuk zostały uznane książką roku przez węgierski tygodnik „Magyar Narancs"[15]